# ロレンス・ダレル

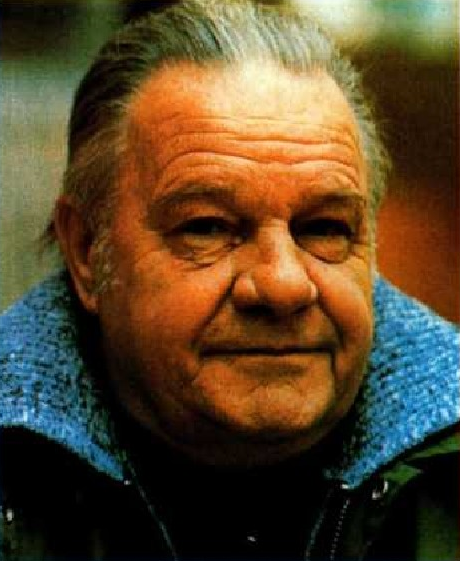

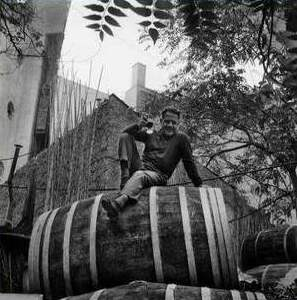
ローレンス・ダレル

ロレンス・ダレル（Lawrence George Durrell、1912年2月27日 - 1990年11月7日）は、イギリスの小説家、詩人、劇作家及び紀行作家。インドのジャランダル出身。代表作に『アレクサンドリア四重奏』の長篇小説四部作。弟はナチュラリストで著述家のジェラルド・ダレル。

## 経歴
イギリス植民地のインドで生まれ、教育のために11歳でイングランドに送られた。15歳で詩を書き始めた。彼の最初の本、Pied Piper of Loversは、23歳の1935年に出版された。
1935年1月22日の初婚を含め、4度結婚した。はじめの2人の妻とのあいだに、それぞれ娘を持った。
1935年、妻、母、弟たちとともにギリシャのケルキラ島に移住。ダレルはその後、英国政府の海外でのサービスで長年働いた。さまざまな場所での彼の暮らし（エジプトのアレクサンドリアでの生活など) は、彼の作品の多くにインスピレーションを与えた。その多くは地中海に関連しており、「東地中海の物憂さ」を表現したとされる。1937年、ヘンリー・ミラーに出会う。1938年の『黒い本』にはミラーの影響があるとされる。
1957年から1960年の間に刊行された『アレクサンドリア四重奏』はダレルの代表作となった。1957年刊行の『にがいレモン　キプロス島滞在記』で第2回ダフ・クーパー賞を受賞。1974年、『ムッシュー あるいは闇の君主』でジェイムズ・テイト・ブラック記念賞を受賞。

## 娘との関係
1985年に娘サッフォー（二度目の妻との子、1951年生れ）が33歳で自殺した。残された手記から彼がサッフォーと近親姦を行っていたとされたが、ダレルの伝記を書いたイアン・S・マクナイヴン（Ian S. MacNiven, Lawrence Durrell: A Biography, 1997）もゴードン・ボウカー（Gordon Bowker, Through the Dark Labyrinth: A Biography of Lawrence Durrell, 1997）も近親相姦疑惑を嫌疑不十分としている。その根拠は、サッフォーの手記が「精神的（mental）」あるいは「心理的（psychological）」な近親相姦にしか触れておらず、「肉体的（physical ）」な近親相姦に一切言及していないこと、また、サッフォーが「抑圧された記憶（repressed memory）」により実際にはありもしない「近親相姦の記憶」を呼び覚まされた可能性が高いことが挙げられる。

## 主な日本語訳
- 『黒い本』（河野一郎訳 中央公論社、1961）、のち中公文庫（新版2007）
- 『ブラック・ブック』福田陸太郎訳 （世界セクシー文学全集 第9 新流社） 1961。抄訳版
  - 『黒い手帖』（福田陸太郎・山田良成訳　二見書房） 1968
- 『黒の迷路』（沢村灌訳、ハヤカワ文庫）1972、復刊1990
- 『セルビアの白鷲』（山崎勉訳、晶文社 文学のおくりもの） 1971
- 『現代詩の鍵』（須原和男訳　牧神社出版）1973
- 『逃げるが勝ち』（山崎勉・中村邦生訳、晶文社 文学のおくりもの） 1980
- 「アフロディテの反逆」（富士川義之訳、筑摩書房）
  - 『第一部　トゥンク』1973　
  - 『第二部　ヌンクァム』1976
- 『にがいレモン　キプロス島滞在記』（幾野宏訳、筑摩書房）1981
- 『予兆の島』（渡辺洋美訳、工作舎）1981
- 『海のヴィーナスの思い出 ロドス・太陽神の島 1945-1947』（土井亨訳、新評論）1999
- 「アレクサンドリア四重奏」（高松雄一訳　河出書房新社）、改訂新版 2007
  - 『1 ジュスティーヌ』1960
  - 『2 バルタザール』1961　
  - 『3 マウントオリーブ』1962　
  - 『4 クレア』1963（改訂版1976、復刊1990）
    - 第1・3部は、河出版『世界文学全集 25（第2期）ダレル』に収録
- 「アヴィニョン五重奏」（藤井光訳　河出書房新社）
  - 『1 ムッシュー あるいは闇の君主』2012　
  - 『2 リヴィア　あるいは生きながら埋められて』2013　
  - 『3 コンスタンス　あるいは孤独な務め』2013
  - 『4 セバスチャン　あるいは情熱の争い』2014
  - 『5 クインクス　あるいは暴かれる秘密』 2014
- 『サッフォー』（川野美智子訳、大阪教育図書）2013。劇作品
- 『ミラー、ダレル往復書簡集』ヘンリー・ミラーと （中川敏・田崎研三訳　筑摩書房） 1973